# Necroscia
Necroscia is een geslacht van Phasmatodea uit de familie Diapheromeridae. De wetenschappelijke naam van dit geslacht is voor het eerst geldig gepubliceerd in 1838 door Serville.

## Soorten
Het geslacht Necroscia omvat de volgende soorten:
- Necroscia affinis (Gray, 1835)
- Necroscia albofasciata Redtenbacher, 1908
- Necroscia analis (Redtenbacher, 1908)
- Necroscia annulipes (Gray, 1835)
- Necroscia aruana Westwood, 1859
- Necroscia balighena (Giglio-Tos, 1910)
- Necroscia bidentata (Chen & He, 2008)
- Necroscia bistriolata (Redtenbacher, 1908)
- Necroscia brunneri Kirby, 1904
- Necroscia ceres Stål, 1877
- Necroscia chloris Serville, 1838
- Necroscia chlorotica Serville, 1838
- Necroscia conspersa Stål, 1877
- Necroscia davidis (Le Guillou, 1841)
- Necroscia densegranulosa (Redtenbacher, 1908)
- Necroscia distincta Brancsik, 1898
- Necroscia eucerca Stål, 1877
- Necroscia fasciata (Redtenbacher, 1908)
- Necroscia fasciolata Stål, 1877
- Necroscia fatua Stål, 1877
- Necroscia flavescens (Chen & Wang, 1998)
- Necroscia flavogranulosa Günther, 1943
- Necroscia flavoguttulata (Redtenbacher, 1908)
- Necroscia fuscoannulata (Haan, 1842)
- Necroscia haanii Kirby, 1904
- Necroscia horsfieldii Kirby, 1904
- Necroscia inflata (Redtenbacher, 1908)
- Necroscia inflexipes (Olivier, 1792)
- Necroscia involutecercata (Redtenbacher, 1908)
- Necroscia ischnotegmina Bragg, 2005
- Necroscia kotatinggia Brock, 1999
- Necroscia lacteipennis Bates, 1865
- Necroscia maculata (Chen & He, 2000)
- Necroscia maculiceps Stål, 1877
- Necroscia manicata (Lichtenstein, 1802)
- Necroscia marginata (Gray, 1835)
- Necroscia mentaweiana Giglio-Tos, 1910
- Necroscia mista (Chen & He, 2008)
- Necroscia monticola Günther, 1935
- Necroscia multicolor (Redtenbacher, 1908)
- Necroscia munda (Redtenbacher, 1908)
- Necroscia nigrofasciata (Redtenbacher, 1908)
- Necroscia notata (Chen & Zhang, 2008)
- Necroscia pallida (Redtenbacher, 1908)
- Necroscia perplexus (Redtenbacher, 1908)
- Necroscia philippina Redtenbacher, 1908
- Necroscia pirithous Westwood, 1859
- Necroscia potameis Günther, 1935
- Necroscia prasina (Burmeister, 1838)
- Necroscia pseudocerca (Chen & He, 2008)
- Necroscia punctata (Gray, 1835)
- Necroscia robustior (Redtenbacher, 1908)
- Necroscia rosenbergii Kaup, 1871
- Necroscia rubeola (Redtenbacher, 1908)
- Necroscia shukayi (Bi, Zhang & Lau, 2001)
- Necroscia simplex (Redtenbacher, 1908)
- Necroscia stali (Redtenbacher, 1908)
- Necroscia thisbe Stål, 1877
- Necroscia tonquinensis Kirby, 1904
- Necroscia virens Stål, 1877
- Necroscia vittata Serville, 1838
- Necroscia westwoodi Kirby, 1904